# Karl Neubert (Schauspieler)
Karl Neubert, auch Carl Neubert, geboren als Karl Stritzl, (* 17. April 1868 in Würzburg; † 10. Oktober 1937 in München) war ein deutscher Schauspieler bei Bühne und Film und ein Theaterregisseur.

## Leben und Wirken
Neubert erhielt seine künstlerische Ausbildung durch Rosa Damas-Neubert. 1888 trat er am Stadttheater seiner Heimatstadt Würzburg sein erstes Festengagement an. Es folgten die kommenden anderthalb Jahrzehnte Verpflichtungen an die Stadttheater Ingolstadt, Innsbruck, Ulm, Chemnitz, Mainz, Metz, Zürich und an das Münchner Hoftheater. Begann Neubert zunächst im Fach des jugendlichen Helden und Bonvivanten, so wuchs er rasch ins Fach der Ersten Chargenspieler (größere Nebenrollen) hinein. Seine Interpretation des Hofmarschalls Kalb in Kabale und Liebe brachte Karl Neubert eine Auszeichnung ein. Darüber hinaus begann er in seiner Münchner Zeit auch Regie zu führen.
Seit der Eröffnung des Münchner Volkstheaters (1903) gehörte Karl Neubert dieser volksnahen Bühne bis zu seinem Tod im Oktober 1937 an. Hier spielte er das gesamte Rollenrepertoire populärer Stücke: Man sah ihn unter anderem als Gollwitz in dem Schwank Der Raub der Sabinerinnen, als Schünzl in Arm wie eine Kirchenmaus und als Schönemann in der Posse Polnische Wirtschaft. In unregelmäßigen Abständen wurde Kurt Neubert, vor allem zu Stummfilmzeiten, auch vor die Kamera geholt und spielte unterschiedlich große Rollen in volkstümlichen Inszenierungen des bayerischen Regisseurs Franz Seitz senior, der ihm 1928 sogar die Hauptrolle des Abts in seiner Bühnenstückverfilmung Hinter Klostermauern überantwortete. Laut Kosch soll sich Neubert 1937 das Leben genommen haben.

## Filmografie
- 1921: Der Ausgestoßene
- 1923: Um Recht und Liebe
- 1928: Hinter Klostermauern
- 1933: Fräulein Hoffmanns Erzählungen